# Jaffeové
Rodina Jaffe (hebrejsky יפה, někdy též Jaffé, Jofe, či Joffe, Yoffe apod.) je aškenázská rabínská rodina původem z Dampierre ve Francii. Z tohoto rodu pocházela řada slavných rabínů, faktorů (dvorních Židů), znalců talmudu, vědců, podnikatelů, akademiků a politiků. Jeho členové žili v Německu, Rakousku, Čechách, Polsku, Rusku, Velké Británii, Itálii, Kanadě, Izraeli a Spojených státech.
Hebrejský výraz jafeh znamená "pěkný".

## Historie rodu
Jedním z předků rodu byl Elchanana Jaffeho z Dampierru, tosafista ve 12. století. Potomek rodu Kalonymů Elchanan byl synem Izáka ben Šmu'ela z Dampierru a pravnuk Simchy ben Šmu'ela z Vitry. Z matčiny strany byl Elchanan pravnukem Me'ira ben Šmu'ela, a tedy pravnukem slavného učence Rašiho, který se považoval za potomka Johanana HaSandlara ve 33. generaci z Davidovy dynastie.
V polovině 13. století rodina Jaffeů emigrovala do německého Heidelbergu, kde zastávali několik významných rabínských postů.
Po vzestupu antisemitismu v Německu se většina rodiny přistěhovala do částí východní Evropy.
Moderní předek rodu Moše Jaffe z Bologny († 1480) byl polský rabín, který byl nucen žít v Itálii, kde sloužil jako av bejt din několika komunit. S manželkou Margolioth měli dva syny, Avrahama ben Mošeho, zvaného Abrahám z Čech († 1535), který založil českou větev rodu, a Ja'akov Jaffe z Norimberka (1430 - 1492), který obnovil německou linii.
Abrahámův syn Eli'ezer Jaffe z Hořovic (nar. 1455) byl významný český rabín, který zplodil Josefa Jaffeho z Prahy († 1510) a Mojžíše Jaffeho z Krakova († 1520). Joseph Jaffe z Prahy byl dědeček posek, Mordechaj Jaffe z Prahy (1530-1612) a Moše Jaffe z Krakova byl dědeček halachista, Jo'el Sirkis-Jaffe z Krakova (1561-1640). Potomci Joela Sirkis-Jaffe z Krakova sloužili na významných a důležitých rabínských pozicích po celém Polsku a na Ukrajině.
Jeho zetěm byl David ha-Levi Segal a mezi potomky Joela Sirkis-Jaffeho je významný ukrajinský rabín Becalel ha-Levi ze Žovkvy (1710–1802), který byl dědečkem z matčiny strany chasidského mistra Simchy Bunima z hnutí Pešischy (1765–1827).
Potomci pražského Mordechaje Jaffeho se rozšířili po celé Evropě. Z jeho potomků, kteří emigrovali do západní Evropy, se stali úspěšní podnikatelé, politici, vědci a akademici, například Theodor Julius Jaffé (1823–1898), Philipp Jaffé (1819–1870), Sir Otto Jaffe (1846–1929), Daniel Joseph Jaffé (1876)–1921), Abraham Z. Joffe (1909–2000), Avraham Jofe (1913–1983), Joel Joffe, baron Joffe (1932-2017) nebo Josef Joffe (nar. 1944). Jeho potomci, kteří zůstali ve východní Evropě, nadále zaujímali klíčové rabínské pozice, jako např. Dov Yaffe (1928–2017) a Mordechaj-Gimpel Jaffe (1820–1891).   